# Athyma perius
Athyma perius is een vlinder uit de onderfamilie Limenitidinae van de familie Nymphalidae. De wetenschappelijke naam van de soort is, als Papilio perius, gepubliceerd in 1758 door Carl Linnaeus in de tiende editie van Systema naturae.